# Pryjutiwka
Pryjutiwka (ukr. Приютівка) – osiede typu miejskiego na Ukrainie, w obwodzie kirowohradzkim, w rejonie aleksandryjskim. W 2022 liczyło 2484 mieszkańców.